# Sariola
Sariola is een gothic en blackmetalband uit Duitsland, gevormd in juli 2005 te Rhein-Ruhr (Duitsland), door E.Konny en Anagnorisis.
Later kwam Silenia Tyrvenis bij Sariola. In 2006 werd het eerste album "Sphere of Thousand Sunsets" uitgebracht. Silenia Tyrvenis verliet de band in november 2007. Haar plaats is inmiddels ingenomen door de Loreley Mrs.V. von Rhein.
Het debuutalbum "Sphere of Thousand Sunsets" van Sariola is een mix van verschillende stijlen en is moeilijk in te delen in een bepaald genre. De beste omschrijving is nog gothic metal met invloeden van black metal, deathmetal, techno en klassieke muziek.

## Discografie
- 2006: Sphere of Thousand Sunsets
- 2009: From The Dismal Sariola

## Bandleden
- Loreley Mrs. V. von Rhein - zang
- Anagnorisis - gitaar
- Serpent - gitaar
- Ablaz - bas
- Morgen Le Faye - keyboards/samples
- Morbid - drums

Voormalige leden:
- E. Konny - gitaar
- Silenia Tyvenis - zang
- Alisa - zang
- Kira - zang